# Small island developing states

Karta över de små ö-nationerna.

Small Island Developing States (SIDS) (”Små önationer under utveckling”) är lågt liggande kustländer som tenderar att ha liknande utmaningar vad gäller hållbar utveckling, vilket inkluderar små men växande populationer, begränsade resurser, känslighet för naturkatastrofer, utsatta för jordbävningar, stort beroende av internationell handel, och ömtålig naturmiljö. Deras tillväxt och utveckling hålls också tillbaka på grund av höga kostnader för kommunikation, energi och transporter, oregelbundna internationella transportvolymer, oproportionellt höga kostnader för administration och infrastruktur, och liten eller ingen möjlighet att bygga upp en betydande ekonomi.
Gruppen SIDS erkändes som en särskild grupp av utvecklingsländer vid Rio-konferensen i juni 1992. Barbadosplanen utformades 1994 för att bistå SIDS-nationerna i deras ansträngningar för en hållbar utveckling.

## Förteckning av SIDS
För närvarande upptar United Nations Department of Economic and Social Affairs lista 52 små önationer under utveckling. Dessa fördelar sig på tre geografiska regioner: Karibien; Stilla havet; och Afrika, Indiska oceanen, Medelhavet och Sydkinesiska havet (AIMS). Var och en av dessa regioner har en regional samarbetsorganisation: Caribbean Community, Pacific Islands Forum och Indian Ocean Commission, vilka många av SIDS-nationerna är medlemmar eller associerade medlemmar av. Dessutom är de flesta (men inte alla) medlemmar av Alliance of Small Island States, som verkar för önationerna inom FN vid förhandlingar och genom lobbyverksamhet.
| Karibien                         | Stilla havet                   | Afrika, Indiska oceanen, Medelhavet och Sydkinesiska havet (AIMS) |
| Anguilla 3, 4, 7                 | American Samoa 2, 6, 7         | Bahrain 3, 6                                                      |
| Antigua och Barbuda              | Cooköarna 7                    | Kap Verde 6                                                       |
| Aruba 3, 5, 7                    | Mikronesiens federerade stater | Komorerna 1                                                       |
| Bahamas                          | Fiji                           | Guinea-Bissau 1, 6                                                |
| Barbados                         | Franska Polynesien 3, 4, 7     | Maldiverna 5                                                      |
| Belize                           | Guam 2, 6, 7                   | Mauritius                                                         |
| Brittiska Jungfruöarna 3, 4, 7   | Kiribati 1                     | São Tomé och Príncipe 6                                           |
| Kuba 6                           | Marshallöarna                  | Seychellerna                                                      |
| Dominica                         | Nauru                          | Singapore 6                                                       |
| Dominikanska republiken 5        | Nya Kaledonien 3, 4, 7         |                                                                   |
| Grenada                          | Niue 7                         |                                                                   |
| Guyana                           | Nordmarianerna 3, 6, 7         |                                                                   |
| Haiti 1                          | Palau                          |                                                                   |
| Jamaica                          | Papua Nya Guinea               |                                                                   |
| Montserrat 3, 7                  | Samoa                          |                                                                   |
| Nederländska Antillerna 2, 5, 7  | Salomonöarna 1                 |                                                                   |
| Puerto Rico 3, 5, 7              | Östtimor 1, 3, 5               |                                                                   |
| Saint Kitts och Nevis            | Tonga                          |                                                                   |
| Saint Lucia                      | Tuvalu 1                       |                                                                   |
| Saint Vincent och Grenadinerna   | Vanuatu                        |                                                                   |
| Surinam                          |                                |                                                                   |
| Trinidad och Tobago              |                                |                                                                   |
| Amerikanska Jungfruöarna 2, 6, 7 |                                |                                                                   |

1. Räknas också som ett Least developed countries

2. Observatör i de små ö-staternas allians (Alliance of Small Island States)

3. Ej medlem eller observatör i de små ö-staternas allians (Alliance of Small Island States)

4. Associerad medlem i regional samarbetsorganisation

5. Observatör i regional samarbetsorganisation

6. Ej medlem eller observatör i regional samarbetsorganisation

7. Ej FN-medlem